# Pseudomyrmex mandibularis
Pseudomyrmex mandibularis är en myrart som först beskrevs av Maximilian Spinola 1851.  Pseudomyrmex mandibularis ingår i släktet Pseudomyrmex och familjen myror. Inga underarter finns listade i Catalogue of Life.